# Championnats d'Europe de gymnastique artistique féminine 2018
Navigation
Cluj-Napoca 2017 Szczecin 2019
Les 32es championnats d'Europe de gymnastique artistique féminine se tiennent du 2 au 5 août 2018 à Glasgow en Écosse (Royaume-Uni) dans le cadre de la première édition des Championnats sportifs européens 2018.

## Podiums
| Épreuves                                        | Or                                                                                               | Argent                                                                                         | Bronze                                                                                   |
| ----------------------------------------------- | ------------------------------------------------------------------------------------------------ | ---------------------------------------------------------------------------------------------- | ---------------------------------------------------------------------------------------- |
| Seniors                                         |                                                                                                  |                                                                                                |                                                                                          |
| Concours par équipes résultats détaillés        | Russie Lilia Akhaimova Irina Alekseyeva Angelina Melnikova Uliana Perebinosova Angelina Simakova | France Juliette Bossu Marine Boyer Lorette Charpy Mélanie de Jesus dos Santos Coline Devillard | Pays-Bas Naomi Visser Celine van Gerner Vera van Pol Tisha Volleman Sanne Wevers         |
| Saut de cheval résultats détaillés              | Boglárka Dévai (HUN)                                                                             | Angelina Melnikova (RUS)                                                                       | Denisa Golgotă (ROU)                                                                     |
| Barres asymétriques résultats détaillés         | Nina Derwael (BEL)                                                                               | Jonna Adlerteg (SWE)                                                                           | Angelina Melnikova (RUS)                                                                 |
| Poutre résultats détaillés                      | Sanne Wevers (NED)                                                                               | Nina Derwael (BEL)                                                                             | Marine Boyer (FRA)                                                                       |
| Sol résultats détaillés                         | Mélanie de Jesus dos Santos (FRA)                                                                | Denisa Golgotă (ROU)                                                                           | Axelle Klinckaert (BEL)                                                                  |
| Juniors                                         |                                                                                                  |                                                                                                |                                                                                          |
| Concours par équipes résultats détaillés        | Italie Alice D'Amato Asia D'Amato Elisa Iorio Giorgia Villa Alessia Federici                     | Russie Olga Astafyeva Irina Komnova Ksenia Klimenko Vladislava Urazova Yana Vorona             | Grande-Bretagne Ondine Achampong Halle Hilton Phoebe Jakubczyk Amelie Morgan Annie Young |
| Concours général individuel résultats détaillés | Giorgia Villa (ITA)                                                                              | Amelie Morgan (GBR)                                                                            | Ksenia Klimenko (RUS)                                                                    |
| Saut de cheval résultats détaillés              | Asia D'Amato (ITA)                                                                               | Giorgia Villa (ITA)                                                                            | Amelie Morgan (GBR)                                                                      |
| Barres asymétriques résultats détaillés         | Ksenia Klimenko (RUS)                                                                            | Irina Komnova (RUS)                                                                            | Carolann Héduit (FRA)                                                                    |
| Poutre résultats détaillés                      | Giorgia Villa (ITA)                                                                              | Amelie Morgan (GBR)                                                                            | Elisa Iorio (ITA)                                                                        |
| Sol résultats détaillés                         | Ioana Stănciulescu (ROU)                                                                         | Giorgia Villa (ITA)                                                                            | Amelie Morgan (GBR)                                                                      |